# 北京三环路

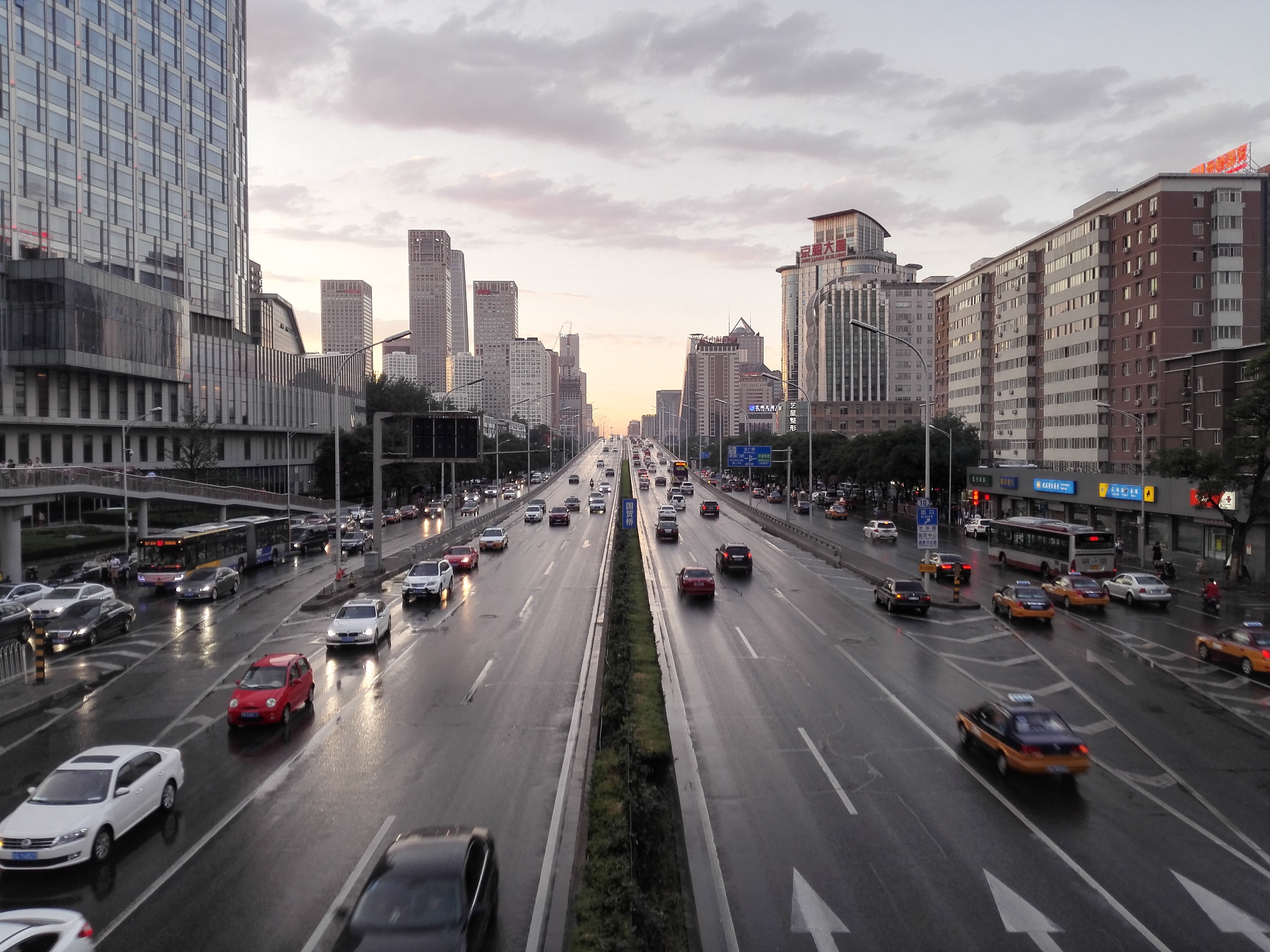
从双井附近的人行天桥拍摄东三环中路

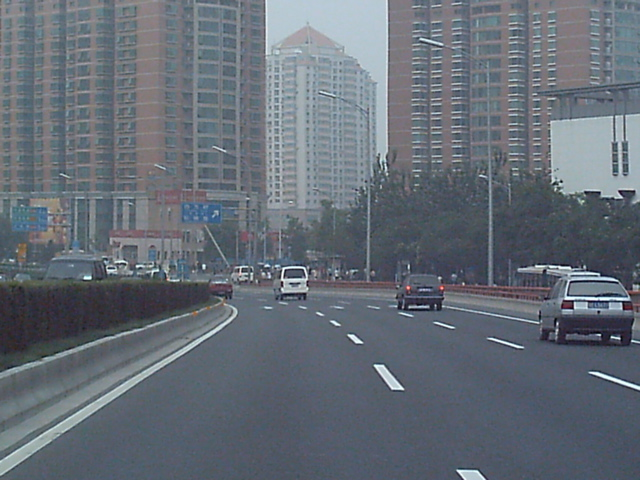
2004年7月的北京三环路

北京三环路全长48.3公里，是北京市城区的一条环形城市快速路。全线于1994年按快速路标准建成通车，设计时速80公里，共建有41座立交桥。“三環路”本來是1950年代的南環、東環和北環三段環路的統稱。約定俗成并最終被正式認可后，“老大”被誤當作“老三”，造成北京沒有“一環路”的現狀。

## 歷史
北京三环路始建于1950年代，直到70年代还没有形成完整的环路。因为长期缺少西环路，南、北、东三段便被俗称“三环路”。但地图和路标上均不出现“三环路”的名称，北环路、东环路和南环路也都没有“中路”。

## 构成
三环路习惯上可划分为：
- 北三环（北三环西路（苏州桥至蓟门桥东）、北三环中路（蓟门桥东至安贞桥）、北三环东路（安贞桥至三元桥））
- 东三环（东三环北路（三元桥西至京广桥）、东三环中路（京广桥至双井桥）、东三环南路（双井桥至分钟寺桥东））
- 南三环（南三环东路（分钟寺桥东至刘家窑桥西）、南三环中路（刘家窑桥西至洋桥东）、南三环西路（洋桥至丰桥路路口））
- 西三环（西三环南路（丰桥路路口至六里桥）、西三环中路（六里桥至航天桥）、西三环北路（航天桥至苏州桥））

## 立交桥
三环上全部立交桥：（顺时针方向）
太阳宫桥---三元西桥---三元桥---三元东桥---燕莎桥---农展桥---长虹桥---京广桥---光华桥---国贸桥---双井桥---劲松桥---潘家园桥---华威桥---十里河桥---分钟寺桥---方庄桥---东铁营桥---刘家窑桥---赵公口桥---木樨园桥---洋桥---万芳桥---右安南桥---玉泉营桥---万柳桥---丰益桥---丽泽桥---六里桥---莲花桥---新兴桥---航天桥---花园桥---紫竹桥---万寿桥---为公桥---苏州桥---四通桥---联想桥---蓟门桥---北太平桥---马甸桥---安华桥---安贞桥---和平西桥---和平东桥

## 公共交通
北京公交368路為服務三環路之雙環線：外环由城南嘉園北發車，沿整圈三環路行走一圈後返回城南嘉園北；内环由航天桥西发车，沿整圈三环路行走一圈返回航天桥西。
北京公交300路亦服务于三环路，分快车和慢车。外环快车由大钟寺发车，沿整圈三环路行走一圈返回大钟寺；内环快车由草桥发车，沿整圈三环路行走一圈返回草桥；外环慢车由十里河桥北发车，沿整圈三环路行走一圈返回十里河桥西；内环慢车由和平东桥发车，沿整圈三环路行走一圈返回和平东桥；300路的夜间版本为夜30路。
北京地铁10号线东段（三元桥~十里河段）沿东三环行驶。此外，西段少部分路段（如公主坟-六里桥）也沿西三环行驶。
北京地铁12号线大部分（苏州桥~三元桥段）沿北三环行驶。